# Petru Rareș (Bistrița-Năsăud)
Petru Rareș é uma comuna romena localizada no distrito de Bistrița-Năsăud, na região histórica da Transilvânia. A comuna possui uma área de 32.58 km² e sua população era de 3710 habitantes segundo o censo de 2007.